# Betão (ur. 1963)
Betão, właśc. Roberto Taylor Santos Moraes (ur. 4 marca 1963 w Pelotas) – brazylijski piłkarz, występujący podczas kariery na pozycji prawego obrońcy.

## Kariera klubowa
Karierę piłkarską Betão rozpoczął w klubie Internacional Porto Alegre w 1981. W lidze brazylijskiej zadebiutował 21 marca 1981 w zremisowanym 0-0 meczu z Goiás EC. Z Internacionalem dwukrotnie zdobył mistrzostwo stanu Rio Grande do Sul – Campeonato Gaúcho w 1981 i 1982. W 1983 był zawodnikiem Sporcie Recife, z którego przeszedł do Santosu FC.
Z Santosem zdobył mistrzostwo stanu São Paulo – Campeonato Paulista w 1984. W latach 1985–1989 ponownie występował w Sporcie. Ze Sportem zdobył mistrzostwo Brazylii w 1987 oraz mistrzostwo stanu Pernambuco – Campeonato Pernambucano w 1988. W latach 1989–1990 był zawodnikiem Guarani FC, z którego przeszedł do Portuguesy São Paulo.
W latach 1991–1992 występował Botafogo FR, z którego powrócił do Sportu. W barwach Sportu 7 września 1993 w przegranym 0-2 meczu z Santosem FC Betão wystąpił po raz ostatni w lidze brazylijskiej. Ogółem w latach 1977–1986 wystąpił w lidze w 163 meczach, w których strzelił 3 bramki. Karierę Betão zakończył w XV de Jaú w 1994.

## Kariera reprezentacyjna
W reprezentacji Brazylii Betão zadebiutował 8 czerwca 1983 w wygranym 4-0 towarzyskim meczu z reprezentacją Portugalii. Drugi i ostatni raz w reprezentacji Betão wystąpił 12 czerwca 1983 w zremisowanym 1-1 towarzyskim meczu z reprezentacją Walii.
| Mecze i gole w reprezentacji | Mecze i gole w reprezentacji | Mecze i gole w reprezentacji | Mecze i gole w reprezentacji | Mecze i gole w reprezentacji | Mecze i gole w reprezentacji | Mecze i gole w reprezentacji |
| #                            | Data                         | Miasto                       | Przeciwnik                   | Gol                          | Wynik                        | Rozgrywki                    |
| ---------------------------- | ---------------------------- | ---------------------------- | ---------------------------- | ---------------------------- | ---------------------------- | ---------------------------- |
| 1.                           | 08.06.1983                   | Coimbra                      | Portugalia                   |                              | 4:0                          | towarzyski                   |
| 2.                           | 12.06.1983                   | Cardiff                      | Walia                        |                              | 1:1                          | towarzyski                   |